# Gojko Nikoliš
Gojko Nikoliš (Sjeničak, 11. kolovoza 1911. – Le Mans, 11. srpnja 1995.), liječnik, pisac, sudionik NOR-a, narodni heroj Jugoslavije.

## Životopis
Dr. Gojko Nikoliš je rođen 11. kolovoza 1911. godine u selu Sjeničak Lasinjski kod Vrginmosta na Kordunu u obitelji pravoslavnog svećenika. Poslije završene osnovne škole u rodnom selu i gimnazije u Karlovcu i Srijemskim Karlovcima medicinu je završio u Beogradu 1936. godine. Tijekom studiranja postao je član SKOJ-a i Komunističke partije Jugoslavije. Sudionik je Španjolskog građanskog rata od 1937. godine kao dragovoljac na strani republikanaca. Bio je ravnatelj bolnice u Pontonesu, a potom načelnik saniteta u bataljunu Devete internacionalne brigade u vrijeme Bitke na rijeci Ebru 1938. godine.
Poslije raspada Kraljevine Jugoslavije uključuje se u pripreme za podizanje ustanka i 19. kolovoza 1941. godine odlazi za liječnika u Kragujevački NOP odred. Krajem studenog u Užicu stupa na dužnost referenta saniteta Vrhovnog štaba NOVJ-a na kojoj će ostati do kraja rata. Rukovodio je spašavanjem ranjenika u Igmanskom maršu i kod Bitke na Neretvi. Tijekom rata izgubio je suprugu Ivanku koju je policija u Zagrebu ubila 1942. godine i brata Dušana kojeg je ubila beogradska policija.
Gojko Nikoliš je bio vijećnik Prvog i Drugog zasjedanja AVNOJ-a i vijećnik Prvog, Drugog i Trećeg zasjedanja ZAVNOH-a. U činu general-pukovnika poslije rata bio je načelnik sanitetske službe u JNA. Obnašao je i dužnost veleposlanika Jugoslavije u Indiji. Bio je član SANU-a, a narodnim je herojem proglašen 20. prosinca 1951. godine.
Publicističkim i književnim radim bavio se od rane mladosti. Još tijekom rata pokreće "Bilten", organ saniteta Vrhovnog štaba. Početkom osamdesetih objavljuje svoje memoare. 

### Raspad Jugoslavije i smrt
U beogradskom listu "Politika" 18. sječnja 1987. godine izlazi humoreska pod naslovom "Vojko i Savle" u kojoj se prepoznaju akademici Gojko Nikoliš i Pavle Savić. Ovaj je tekst izazvao buru u tadašnjoj jugoslavenskoj javnosti, ali i političke potrese u srbijanskom rukovodstvu.
Sudjelovao je na skupu Udruženja Srba porijeklom iz Hrvatske koji žive u Beogradu, koji je održan 29. lipnja 1990. godine u Sava centru u Beogradu. Na skupu je održao govor u kojemu je pozvao na borbu za kulturnu autonomiju Srba u Hrvatskoj u suradnji s "demokratski raspoloženim Hrvatima", dok je ideju prekrajanja granica i vojne intervencije u svrhu stvaranja Velike Srbije proglasio "suludim i samoubistvom Srbije". Zbog takvih je stavova bio izviždan od strane publike, a njegovi kolege akademici SANU-a - organizatori skupa Jovan Rašković i Dobrica Ćosić - nisu pokušali smiriti svjetinu, već su mu poručili da skrati izlaganje.
Nekoliko je dana kasnije objavio otvoreno pismo Jovanu Raškoviću i prijateljima u kojemu je ponovno naglasio svoje protivljenje bilo kakvom oružanom sukobu i velikosrpskoj ideji. Između ostalog, napisao je:
Godine 1992. odlazi u Francusku zajedno sa svojom suprugom Margo, gdje je i umro 11. srpnja 1995. godine, bez generalske mirovine koja mu je u međuvremenu oduzeta i shrvan propašću Jugoslavije u krvavim ratovima.

## Djela
- Sava Mrkalj - povijest o jednom stradalniku, Prosvjeta, Zagreb 1980.
- Memoari, korijeni, stablo pavetina, Liber-Prosveta, Zagreb-Beograd 1981.